# Lachmiderna
Lachmiderna var en arabisk fursteätt av den sydarabiska stammen Lachm, vilken under 200–500-talen e.Kr. regerade som persiska vasaller i södra Mesopotamien med al-Hira som huvudstad.
Lachmiderna låg i så gott som oavbrutna strider med ghassaniderna i Syrien, bysantinernas bundsförvanter och beduinstammarna från Najd, som under Kindafursten Al-Harith ibn Jabalah för en kort tid, omkring 525–528 e.Kr. fördrev lachmiden Al-Mundhir III ibn al-Nu'man från al-Hira. Medan befolkningen i al-Hira till största delen var kristen, bekände sig lachmiderna till persisk religion. Deras välde störtades omkring 602 av perserkungen Khusrov II.